# Fürdő-patak
A Fürdő-patak a Zempléni-hegységben ered, Mád keleti határában, Borsod-Abaúj-Zemplén vármegyében, mintegy 300 méteres tengerszint feletti magasságban. A patak forrásától kezdve délnyugati-nyugati irányban halad, majd Mezőzombornál éri el a Mádi-patakot.

## Part menti település
- Mezőzombor